# Ørnes
Ørnes este o localitate din comuna Meløy, provincia Nordland, Norvegia, cu o suprafață de 1,51 km² și o populație de 1.661 locuitori (2013).